# Districtul Djemila
Djemila este un district din provincia Sétif, Algeria.